# Billy Wilder
Billy Wilder (rojen Šmuel Vildr oz. Samuel Wilder, jidiš: שמואל וִילדֶר), avstrijsko-ameriški filmski režiser, scenarist in producent judovskega rodu, * 22. junij 1906, Sucha Beskidzka, Avstro-Ogrska (zdaj Poljska), † 27. marec 2002, Beverly Hills, Kalifornija, Združene države Amerike.
V svoji petdesetletni karieri se je uveljavil kot eden najvidnejših ustvarjalcev zlate dobe hollywoodskega filma. Zaslovel je s filmi, kot so Dvojno zavarovanje, Apartma, Stalag 17, Sedem let skomin in Nekateri so za vroče. Njegova dela so prepoznavna po cinizmu in povsem neromantičnem odnosu do ljubezni, znan pa je bil tudi po preskušanju meja, saj je v filmih pogosto namigoval na kontroverzne motive (alkoholizem, pedofilija, nezvestoba, transspolnost ipd.) in razburjal konzervativne varuhe morale v Hollywoodu sredine 20. stoletja.
Z drznim slogom je bil eden od zaslužnejših za uveljavitev vloge režiserja kot glavnega avtorja filma (pred tem so bili kot avtorji prepoznavni predvsem scenaristi, režiserji pa so bili skoraj nevidni). Tekom kariere je bil dvajsetkrat nominiran za oskarja, prejel pa jih je šest. S filmom Apartma je postal prvi ustvarjalec s tremi oskarji za isti film.

## Življenjepis
Rodil se je v družini poljskih Judov in odraščal na Dunaju, kjer je vpisal študij prava, ki pa ga ni končal. Namesto tega se je zaposlil kot športni novinar, leta 1926 pa je dobil službo novinarja v Berlinu, kjer je pokrival kriminal. Tam je začel pisati filmske scenarije. Ko so leta 1933 na oblast prišli nacisti, se je umaknil v Pariz, od tam pa je prek Mehike emigriral v Združene države Amerike.
Sprva ni znal angleško in je sodeloval z drugimi scenaristi, ki so prevajali njegove tekste, ter se počasi uveljavljal. Pozornost je pritegnil v sodelovanju s Charlesom Brackettom, s katerim sta napisala nekaj vidnejših romantičnih komedij, kot so Midnight (1939), Ninočka (1939) in Ball of Fire (1941). Do konca kariere je bil negotov glede svojega znanja angleščine, zato je vedno delal s koscenaristi, prvih 12 let z Brackettom, nato pa predvsem z I. A. L. Diamondom.
Kot režiser je debitiral s filmom Major in smrklja leta 1942, Brackett je takrat prevzel vlogo producenta njegovih filmov. Dve leti kasneje je nastal film Dvojno zavarovanje, ki je utrdil njegov sloves in zdaj velja za enega vrhuncev filma noir. Uspeh mu je omogočil, da se je posvetil zahtevnejšim projektom. Še odmevnejša je bila socialna drama Pokvarjeni izlet (1945), ki prikazuje propad alkoholika in se je kljub nasprotovanju nekaterih šefov studia ter lobija industrije žganih pijač izkazala za uspešnico. Osvojila je oskarja za najboljši film, Wilderju pa je prinesla tudi oskarja za najboljšega režiserja in scenarista.
Sledila so tri leta premora, saj se je javil v vojsko in služil v enoti za psihološko bojevanje v okupiranem Berlinu. Z Brackettom sta se razšla po filmu noir Bulvar somraka (1950), ki velja za enega njunih najboljših. Wilder je nato prevzel tudi vlogo producenta, začenši s filmom Ace in the Hole (1951), ki pa se je izkazal za njegov prvi neuspeh. Vtis je popravil z vojno dramo Stalag 17 (1953), kjer sta prišla do izraza njegov črni humor in smisel za suspenz. V obdobju, ki je sledilo, je pričel sodelovati z Diamondom, in ustvaril dve megauspešnici z Marilyn Monroe, ki je bila takrat na višku slave: Sedem let skomin (1955) in Nekateri so za vroče (1959). Po slednji, ki velja za eno najboljših hollywoodskih komedij od Chaplinove dobe dalje, se je odpovedal sodelovanju z muhasto Monroe. Sledil je Apartma (1960), vrhunec njegove kariere in sodelovanja z Diamondom.
Po nekaj skromnejših uspehih v prvi polovici 1960. let je njegova kariera zamrla, čeprav je z aktivnim ustvarjanjem nadaljeval vse do 1980. let. Komentatorji to pripisujejo dejstvu, da v kasnejših letih s svojim drznim slogom ni več izstopal, saj so se tudi ostali ustvarjalci počasi opogumili in se približevali mejam spodobnega, ki jih je širil prav on. Še v 1960. letih so Wilderjeve filme razna društva za varstvo vrednot kritizirala kot obscene. Konec kariere v 1980. letih je prejel nagradi za življenjsko delo Ameriške filmske akademije in Akademije umetnosti in znanosti gibljivih slik.
V zasebnem življenju je bil znan kot zbiralec umetnin. Poročil se je dvakrat, prvič s salonsko damo Judith Coppicus, s katero je imel hčer Victorio, po ločitvi leta 1947 pa s starleto in pevko Audrey Young.